# Bernhard Hess (Politiker)

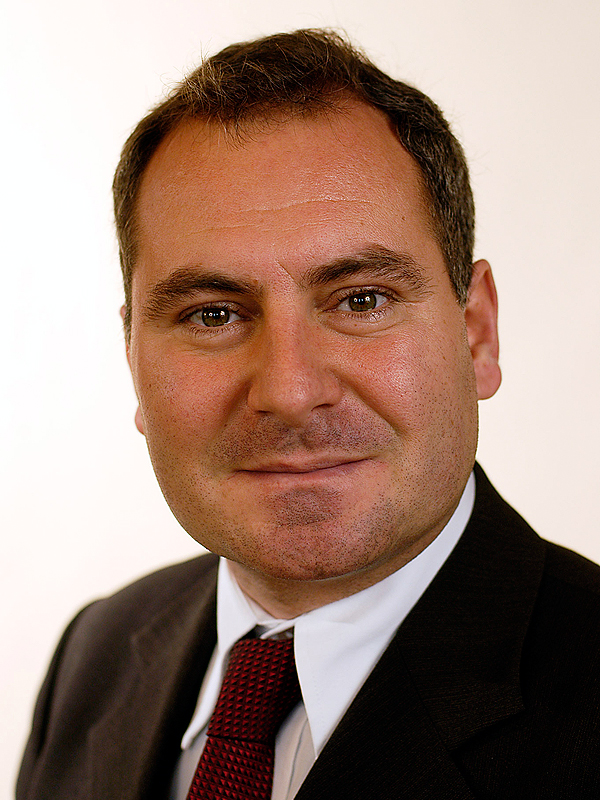
Bernhard Hess

Bernhard Hess (* 5. April 1966 in Solothurn) ist ein national-konservativer Schweizer Politiker. Er war Zentralpräsident der Schweizer Demokraten und von 1999 bis 2007 Nationalrat. Nach einem Parteiwechsel ist er seit Mai 2018 im Vorstand der SVP der Stadt Bern und ab 11. Januar 2024 erneut im Berner Stadtrat vertreten.

## Leben
Hess wuchs in Langnau im Emmental auf. Sein Vater Konrad Hess war Gymnasiallehrer für Griechisch und Latein und Aktivist der Nationalen Aktion gegen Überfremdung von Volk und Heimat, der Vorgängerpartei der Schweizer Demokraten. Seine Mutter Margot flüchtete 1945 als Tochter von Auslandschweizern aus dem Raum Königsberg. Bernhard Hess absolvierte eine Verwaltungslehre und wechselte dann ins Bankfach. Ab 1992 war er vollamtlich bei den Schweizer Demokraten (SD) angestellt, wo er von 1993 bis 1995 als Sekretär der SD/Lega dei Ticinesi-Fraktion, von 1995 bis 1999 als Fraktionssekretär der Demokratischen Fraktion der Bundesversammlung und von 2003 bis 2005 als Generalsekretär der Schweizer Demokraten amtete.

## Politische Karriere
1988 trat er der Nationalen Aktion bei. Zwischen 1994 und 1998 amtete er erstmals als Berner Stadtrat. 1998 wurde er in den Grossen Rat des Kantons Bern gewählt. Bei den Schweizer Parlamentswahlen 1999 wurde Hess als einziger Schweizer Demokrat in den Nationalrat gewählt, acht Jahre später, bei den Wahlen 2007 verlor seine Partei und er diesen Sitz. Ab 11. Januar 2024 ist wieder im Berner Stadtrat vertreten.
Hess ist Mitglied  der Vereinigung Pro Libertate und des Sprachkreises Deutsch und bis zu deren Auflösung bei der Aktion für eine unabhängige und neutrale Schweiz (AUNS). Er publiziert sporadisch in der Zeitschrift "Schweizerzeit" sowie im Bulletin des Vereins PiKOM.ch und sitzt in der Redaktionskommission der bürgerlichen Zeitschrift "Bern aktuell".